# Bayreuth-Formation
- Humph.-Fm. = Humphriesioolith-Formation
- L.Bk-Fm = Liegende Bankkalk-Formation
- H.Bk-Fm = Hangende Bankkalk-Formation
- Zm-Fm = Zementmergel-Formation
- S.-Fm = Solnhofen-Formation
- Rö.-Fm = Rögling-Formation
- U.-Fm = Usseltal-Formation
- Mö.-Fm = Mörnshein-Formation
- N.-Fm = Neuburg-Formation
- R.-Fm = Rennertshofen-Formation

Die Bayreuth-Formation ist eine lithostratigraphische Formation des Süddeutschen Jura. Sie wird vom Keuper diskordant, oft mit großer Schichtlücke unterlagert und von der Gryphaeensandstein-Formation ebenfalls meist diskordant überlagert. In Nordbayern verzahnt sie sich nach Westen mit der Bamberg-Formation, weiter nach Osten keilt sie auf das Vindelizische Land hin aus. Sie erreicht eine Mächtigkeit bis etwa 10 m und wird in das Hettangium datiert.

## Geschichte
Der Begriff Bayreuth-Formation wurde von Gert Bloos, Gerd Dietl und Günter Schweigert 2005 für die bisher als Gümbelscher Sandstein bezeichneten überwiegend terrestrischen Äquivalente des untersten Jura in Nordostbayern vorgeschlagen.   

## Definition
Die Bayreuth-Formation besteht aus terrestrischen, fluviatilen, seltener auch lagunären und brackischen Sandsteinen. Sie wurden in fluviatilen Rinnen abgelagert, wobei sich diese Rinnen oft tief in den darunter liegenden Keuper einschneiden. Zwei Vorstöße dieser Rinnen nach Westen sind dokumentiert, an der Basis des Jura und an der Grenze Hettangium/Sinemurium. Dabei wurden die jeweiligen Ablagerungen durch die darauffolgenden Meeresvorstöße teilweise wieder erodiert. Häufig sind daher die Ablagerungen der Bayreuth-Formation nur in den ehemaligen Fluss-Rinnen erhalten geblieben. Die Mächtigkeit reicht bis etwa 10 m. Die Untergrenze ist das Einsetzen der Sandsteine über der erosiven Basis des Jura, die Obergrenze bildet die Basis der Gryphaeensandstein-Formation, die mit einer Schichtlücke über der Bayreuth-Formation einsetzt. 

## Zeitlicher Umfang und Verbreitungsgebiet
Die Datierung der fluviatilen und terrestrischen Ablagerungen der Bayreuth-Formation bzw. die Korrelierung mit den internationalen chronostratigraphischen Stufen ist schwierig. Lediglich durch ihre relative Stellung über den Keuperablagerungen und der darüberliegenden Gryphaeensandstein-Formation kann sie in das Hettangium datiert werden. Die Formation ist auf Nordostbayern beschränkt. Sie erstreckt sich auf der Ostseite der Fränkischen Alb von Hochstadt am Main bis südlich von Bayreuth; auf der Westseite der Fränkischen Alb reicht sie von Forchheim im Norden bis Neumarkt in der Oberpfalz im Süden. Im Westen verzahnt sie sich mit der Bamberg-Formation. Einzelne tief eingeschnittene Rinnen der Bayreuth-Formation kommen bis Bamberg vor und belegen die ursprüngliche weiter nach Westen reichende Verbreitung der Formation.

## Fossilführung
In Tonlinsen der Bayreuth-Formation bei Bayreuth und Schnaittach wurden die bekannten Lias-Floren Frankens gefunden. Weitere Fundpunkte für diese Lias-Floren liegen in Sassendorf und Strullendorf in der Nähe von Bamberg. 